# Šentjernej (plaats)
Šentjernej is een plaats in Slovenië en maakt deel uit van de gemeente Šentjernej in de NUTS-3-regio Jugovzhodna Slovenija. De plaats telde 1.441 inwoners op 1 januari 2020.
In Šentjernej nemen paardenstoeterijen een belangrijke plaats in. Hier bestaat een lange traditie van paardenrennen. De plaats is genoemd naar de apostel Sint-Bartholomeüs (Sloveens: Jernej), patroon van de parochie, die in 1249 voor het eerst werd vermeld.
In de 15de eeuw leed Šentjernej onder de invallen van de Turken, die voor het eerste in 1408 plaatsgrepen. In de 83 daarop volgende jaren werd Šentjernej 24 keer overvallen, geplunderd en gebrandschat. In de jaren 1546-1547 werkte hier de Sloveense reformator Primož Trubar.
In 1840 ontving de plaats van de keizer het recht om landbouwbeurzen te houden. Tegenwoordig vinden deze nog vijf maal per jaar plaats. Šentjernej heeft zich overigens in de laatste vijftig jaar geïndustrialiseerd, zodat de landbouw (vooral hop) nog maar een beperkte betekenis heeft.